# Kokey
Kokey è un arrondissement del Benin situato nella città di Banikoara con 13 936 abitanti (dato 2006).